# Élections fédérales suisses de 2027
Les élections fédérales suisses de 2027, pour la 52e législature de l'Assemblée fédérale suisse, auront lieu le 24 octobre 2027 afin de renouveler les 200 sièges du Conseil national et 45 des 46 sièges du Conseil des États.

## Système électoral
Le parlement bicaméral suisse, dit Assemblée fédérale, est doté d'une chambre basse, le Conseil national, et d'une chambre haute, le Conseil des États, toutes deux renouvelées intégralement tous les quatre ans au scrutin direct.
Le Conseil national est composé de 200 sièges pourvus dans des circonscriptions correspondant aux 26 cantons suisses. Six cantons élisent chacun un conseiller au scrutin uninominal majoritaire à un tour, tandis que les 194 sièges restants sont pourvus au scrutin proportionnel dans les vingt autres cantons qui forment des circonscriptions plurinominales dont le nombre de sièges varie à chaque élection en fonction de leur population. Les listes sont dites ouvertes et les électeurs ont ainsi la possibilité de les modifier en rayant ou ajoutant des noms, d'effectuer un panachage à partir de candidats de listes différentes ou même de composer eux-mêmes leurs listes sur un bulletin vierge. Après décompte des résultats, les sièges sont répartis sans seuil électoral mais selon la méthode du quotient de Hagenbach-Bischoff puis celle de la plus forte moyenne.
Les listes peuvent former des apparentements — et même des sous-apparentements entre différentes listes d'un même parti — pour combiner leurs résultats lors de la répartition des mandats. Les sièges obtenus sont ensuite partagés entre les différentes listes de l’apparentement toujours selon la même méthode. Ce système permet aux voix des petits partis de ne pas être perdues et d'aller aux plus grands partis qui leur sont le plus proche politiquement.
Le Conseil des États est quant à lui composé de 46 sièges, soit deux pour vingt cantons et un seul pour chacun des six anciens demi-cantons : Obwald, Nidwald, Bâle-Ville, Bâle-Campagne, Appenzell Rhodes-Extérieures et Appenzell Rhodes-Intérieures. Sur les 26 circonscriptions ainsi formées, 24 utilisent le scrutin majoritaire plurinominal en un ou deux tours de scrutin tandis que les cantons du Jura et de Neuchâtel utilisent un système proportionnel.

## Sondages

### Sondages électoraux
| Institut            | Date            | Échantillon | PS      | LV     | PVL    | PEV    | LC      | PLR     | UDC     | UDF    | Autres |
| ------------------- | --------------- | ----------- | ------- | ------ | ------ | ------ | ------- | ------- | ------- | ------ | ------ |
| Institut            | Date            | Échantillon |         |        |        |        |         |         |         |        |        |
| Sotomo              | 2 décembre 2024 | 4 467       | 17,8 %  | 9,5 %  | 6,6 %  | 2 %    | 14,1 %  | 14,3 %  | 29,9 %  | NC     | 6 %    |
| Dernières élections | 22 octobre 2023 | 2 554 482   | 18,27 % | 9,78 % | 7,55 % | 1,95 % | 14,06 % | 14,25 % | 27,93 % | 1,23 % | 4,99 % |